# A517高速公路
A517高速公路（法語：Autoroute A517）是法国的一条高速公路，始于Septèmes，终于Septèmes，与A7、A51高速相连。A517为东西走向，西端与A7高速相连，东端与A51高速相连。该高速全线长约1200米。